# 4-Etilresorcinol
4-Etilresorcinol, p-etilresorcinol, para-etilresorcinol, 4-etilbenzeno-1,3-diol, 4-etil-1,3-diidroxibenzeno ou 1,3-benzenodiol, é o composto orgânico com a fórmula C8H10O2 fórmula linear C2H5C6H3-1,3-(OH)2, SMILES CCC1=C(C=C(C=C1)O)O e massa molecular 138,16. Apresenta-se como cristais brancos a amarelados de ponto de fusão de 95-98 °C e ponto de ebulição 155 °C a 10mmHg. É classificado com o número CAS 2896-60-8, número EC 220-777-1,  número MDL MFCD00002283 e PubChem Substance ID 24894583. É o homólogo do resorcinol do etilbenzeno, assim como também o homólogo etilado do 2,4-diidroxitolueno, que é metilado.